# Saint Mary (Jamajka)
Saint Mary – jeden z 14 regionów Jamajki. Znajduje się na północnym wschodzie wyspy.
W Saint Mary urodziła się Christine Day, jamajska lekkoatletka, sprinterka specjalizująca się w biegu na 400 metrów.